# Клду
Клду (груз. კლდუ) — село в Грузии, на территории Карельского муниципалитета края (мхаре) Шида-Картли.

## География
Село находится в центральной части Грузии, к востоку от реки Дзамы, на расстоянии приблизительно 4 километров (по прямой) к юго-западу от города Карели, административного центра муниципалитета. Абсолютная высота — 978 метров над уровнем моря.

## Население
По результатам официальной переписи населения 2014 года в Клду проживало 20 человек (8 мужчин и 12 женщин). В национальной структуре населения грузины составляли 60 %, осетины — 40 %.
| Год  | Население, человек |
| ---- | ------------------ |
| 2002 | 25                 |
| 2014 | ↘ 20               |